# Arakhchin

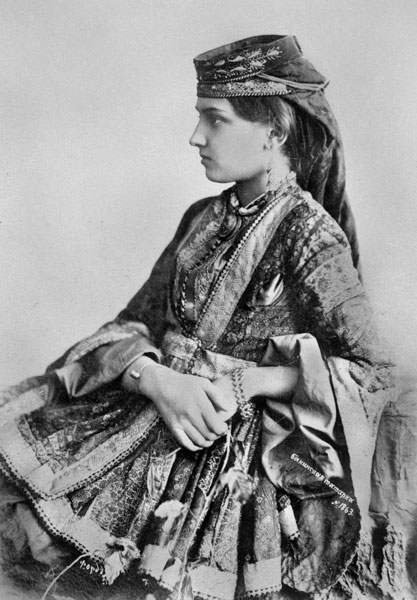
Een Armeens meisje uit Nieuw Julfa, Isfahan, eind 19e eeuw

Een arakhchin (Armeens: արախչի, geromaniseerd arakhchi; Azerbeidzjaans: araxçın) is een traditioneel Armeens en Azerbeidzjaans plat hoofddeksel, dat vroeger zowel door mannen als vrouwen werd gedragen. Arakhchins konden worden genaaid van verschillende textielsoorten, zoals tirma, wol en zijde. Per arakhchin werd echter slechts één enkele kleur textiel gebruikt. Het textiel werd in een ronde vorm gemaakt die op het hoofd paste en vervolgens versierd met borduurwerk, kant, kralen en zelfs stukjes goud. De arakchins voor mannen waren relatief eenvoudig, vooral die gebruikt werden voor religieuze doeleinden.
In West-Armenië droegen mannen, vooral vrijheidsstrijders, een rode arakhchin gedrapeerd met een bandana met klatergoud als hoofddeksel om zich te identificeren. De Armeense arakhchin was een afgeknotte schedelmuts, gebreid van wol of geborduurd met veelkleurig wollen draad en overwegend rood. De manier waarop deze traditionele hoofdtooi werd gedragen, was een teken van de burgerlijke staat van de eigenaar. Zo was behoorde in Oost-Armenië het recht om een arakhickin te dragen toe aan gehuwde mannen. Hoewel de arakhchin traditioneel een mannenhoed was, droegen Armeense vrouwen dit hoofddeksel ook; vooral in Muş, waar de Armeense zangeres Armenouhi Kevonian bekend stond om haar kleurrijke arakhchin tijdens haar concerten.
Een arakhchin kon alleen worden gedragen of onder andere hoofddeksels, zoals papakhi, een tulband of een kalaghai. In de arakchins voor vrouwen die reeds in de zestiende eeuw werden gedragen, ontbrak vaak een speciale zak voor vlechten. In de achttiende eeuw was het al een van de meest verspreide hoofddeksels. Vrouwen gebruikten haarspelden om hun sluier vast te zetten op de arakhchin.
Arakchins raakten in het algemeen in onbruik in het begin van de twintigste eeuw, toen in Azerbajdzjan en Armenië massaal Europese kleding werd aangenomen.